# Antonia Parvanova

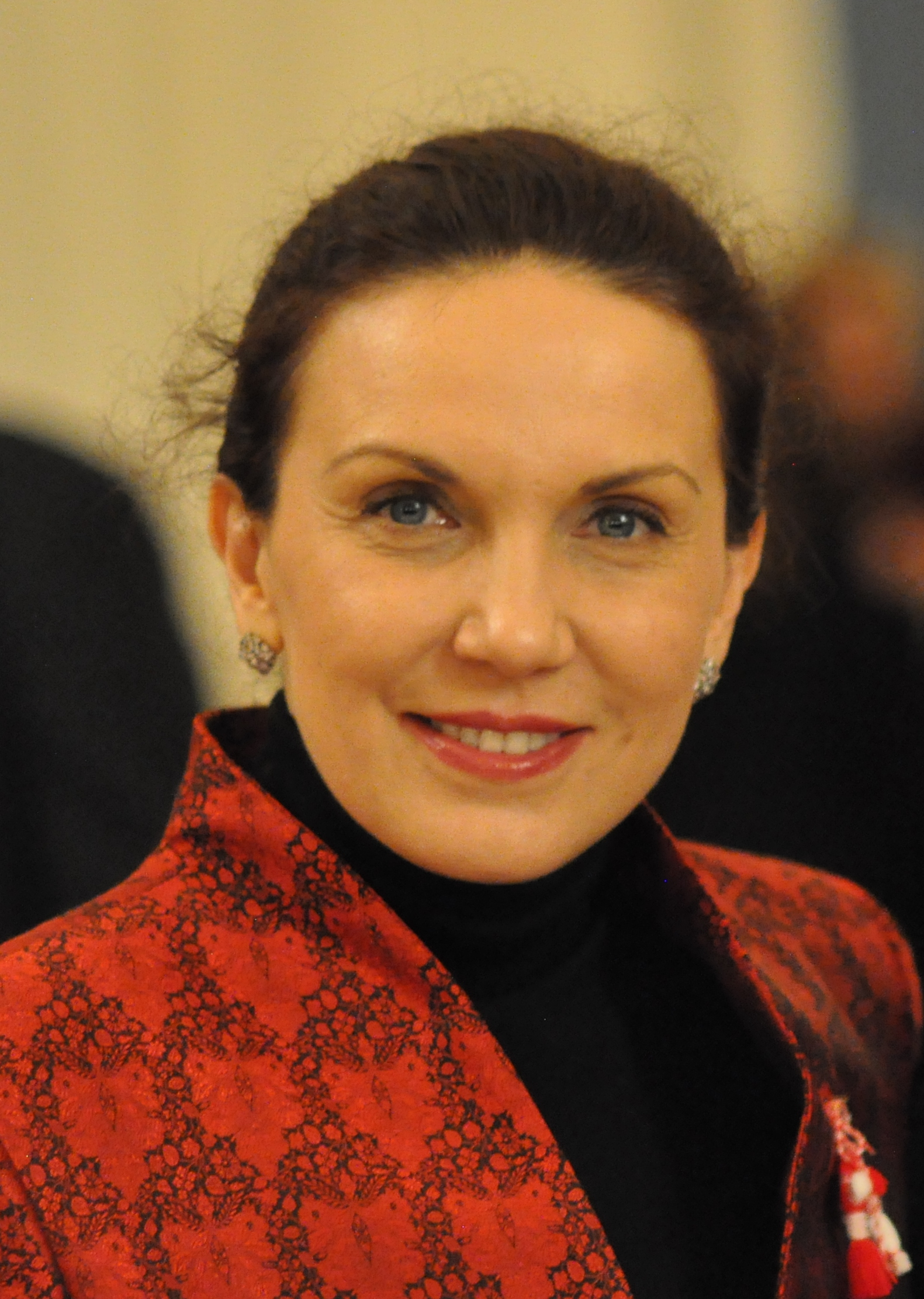
Antonia Parvanova (2012)

Antonia Stefanova Parvanova  (Bulgaars: Антония Стефанова Първанова) (Dobritsj, 26 april 1962) is een Bulgaars politica, partijleider van de Nationale Beweging voor Stabiliteit en Vooruitgang (NDS) en lid van het Europees Parlement voor deze zelfde partij.

## Levensloop
Na haar studie geneeskunde aan de Medische Universiteit van Varna (1989), behaalde Parvanova daar ook een master in gezondheidsheidsmanagement (1997). Daarna heeft ze nog een tweede en een derde master behaald, respectievelijk in volksgezondheid aan de Universiteit Maastricht (1998) en management in de gezondheidszorg aan de Universiteit van Sofia (2005). Na haar studie geneeskunde heeft Parvanova 8 jaar bij het gemeentelijk ziekenhuis van Dorbritsj gewerkt als arts. Hierna is ze van 1998 tot 2001 wetenschappelijk onderzoeker geweest aan het University College London. In 2001 werd ze gekozen tot lid van de Nationale Vergadering van Bulgarije voor de NDS. Ook tijdens de verkiezingen van 2005 lukte het haar om een zetel in de Nationale Vergadering te bemachtigen. In 2005 werd ze daarnaast ook waarnemend lid van het Europees Parlement, na de toetreding van Bulgarije tot de EU bleef ze dit. Tijdens de Europese Parlementsverkiezingen van 2009 wist ze niet alleen haar zetel te behouden, ze werd daarnaast ook vicevoorzitter van de Alliantie van Liberalen en Democraten voor Europa. 

Op 27 oktober 2013 werd Antonia Parvanova door het congres van de NDS gekozen tot partijleider. Er waren nog drie anderen kandidaten.
Parvanova spreekt naast Bulgaars ook vloeiend: Engels, Russisch en Duits. Ze is gescheiden en heeft 2 kinderen.

## Europees Parlement
Parvanova is met haar partij lid van de Alliantie van Liberalen en Democraten voor Europa (ALDE). Bij de ALDE is zij naast vicevoorzitter ook coördinator van de commissie voor vrouwenrechten en gendergelijkheid. Ze was tevens de eerste Bulgaarse Europarlementariër die door haar collega's genomineerd was voor 'Europarlementariër van het jaar'. Parvanova is in het Europees Parlement betrokken in de volgende commissie en delegaties:
- Lid van de 'Commissie milieubeheer, volksgezondheid en voedselveiligheid' (2009-heden)
- Lid van de 'Commissie rechten van de vrouw en gendergelijkheid' (2009-heden)
- Lid van de 'Delegatie voor de betrekkingen met Canada' (2009-heden)
- Lid van de 'Delegatie in de Parlementaire Vergadering van de Unie voor het Middellandse Zeegebied' (2009-heden)
- Plaatsvervanger in de 'Commissie interne markt en consumentenbescherming' (2009-heden)
- Plaatsvervanger in de 'Delegatie voor de betrekkingen met de Masjraklanden' (2009-heden)
- Plaatsvervanger in de 'Delegatie voor de betrekkingen met Iran' (2009-heden)